# Laniarius turatii
A Laniarius turatii a madarak osztályának verébalakúak (Passeriformes) rendjébe és a bokorgébicsfélék (Malaconotidae) családjába tartozó faj.

## Rendszerezése
A fajt Jules Verreaux francia botanikus és ornitológus írta le 1858-ban, a Dryoscopus nembe Dryoscopus turatii néven. Tudományos faji nevét Hercules Turati olasz ornitológus tiszteletére kapta.

## Előfordulása
Afrika nyugati részén, Bissau-Guinea, Guinea és Sierra Leone területén honos. Természetes élőhelyei a szubtrópusi és trópusi síkvidéki esőerdők és szavannák, valamint másodlagos erdők. Állandó, nem vonuló faj.

## Megjelenése
Testhossza 23 centiméter.

## Természetvédelmi helyzete
Az elterjedési területe nagyon nagy, egyedszáma pedig stabil. A Természetvédelmi Világszövetség Vörös listáján nem fenyegetett fajként szerepel.